# Шерман, Джордж
Джордж Ше́рман (англ. George Sherman; 14 июля 1908 — 15 марта 1991) — американский кинорежиссёр и продюсер середины XX века.
За время своей карьеры, охватившей 54 года, Шерман поставил примерно 175 фильмов и десятки телесериалов и телефильмов, большинство из которых были вестернами. По информации Turner Classic Movies, в общей сложности на счету Шермана более 100 фильмов и примерно 250 эпизодов различных телепрограмм.
Наиболее известными фильмами Шермана стали «Паническое бегство из Санта-Фе» (1938), «Секрет Свистуна» (1946), «Чёрный Барт» (1948), «Кража» (1948), «Меч в пустыне» (1949), «Спящий город» (1950), «Территория команчей» (1950), «Томагавк» (1951), «Против всех врагов» (1952), «Битва на тропе апачей» (1952), «Отряд Стрела» (1953), «Одинокий работник» (1953), «Охотник за скальпом» (1960) и «Большой Джейк» (1971).

## Ранние годы жизни и начало карьеры в кинематографе
Джордж Шерман родился 14 июля 1908 года в Нью-Йорке.
В возрасте 14 лет, завербовавшись посыльным, Шерман совершил путешествие в Калифорнию на борту парохода Mongolia.
Друг в Голливуде нашёл ему работу в отделе почты на студии Warner Brothers. Вскоре его повысили до ассистента режиссёра. В 1932—1933 годах Шерман работал под руководством продюсера и режиссёра Мака Сеннетта на таких фильмах, как комедия «Лев и дом» (1932), а также короткометражные фильмы «Загипнотизированный» (1932), «Невеста борца» (1933), «Сантехник и леди» (1933), «Дядя Джейк» (1933), «Увидимся вечером» (1933), «Воссоединение мужей» (1933) и «Большой Фиббер» (1933).
Затем Шерман продолжил карьеру ассистента режиссёра на студии First Division Productions, где работал над вестернами с участием Хута Гибсона «Хребет на закате» (1935) и «Конец радуги» (1935). Затем на студии Monogram Pictures Шерман участвовал в работе над приключенческой комедией «Медовый месяц» (1935). В том же году Шерман перешёл на студию Republic, где ассистировал режиссёрам при создании вестерна с Джином Отри «След мелодии» (1935), а также мюзиклов «Хит-парад» (1937) и «Манхэттенская карусель» (1937). Он также был ассистентом режиссёра у продюсера Сола Лессера на таких фильмах, как приключенческий детектив «Шахта с железной дверью» (1936), вестерн «Приграничный патруль» (1936), криминальные мелодрамы «Невеста гангстера» (1937) и «Таинственный незнакомец» (1937). Шерман также работал на продюсера Джорджа Хирлимана над вестерном «Дэниел Бун» (1936), мелодрамой «Лесоруб с Парк-авеню» (1937), криминальным боевиком «Парусник» (1937) и над приключенческой мелодрамой «Голливудский ковбой» (1937), во всех четырёх фильмах главную роль сыграл Джордж О’Брайен.

## Режиссёрская карьера

### Карьера на студииRepublic Pictures
В 1937 году Шерман подписал контракт со студией Republic Pictures в качестве режиссёра, в том же году самостоятельно поставив свой первый фильм, вестерн «Родео диких коней» (1937) с Робертом Ливингстоном в главной роли. Шерман проработал на Republic Pictures вплоть до 1944 года, специализируясь главным образом на вестернах категории В.
В 1938—1939 годах Шерман поставил часть вестернов из продолжительного киносериала студии под названием «Три мескитёра». В частности, он поставил шесть фильмов цикла с молодым Джоном Уэйном в главной роли — «Паническое бегство из Санта-Фе» (1938), «Ранчо Красной реки» (1938), «В одном седле» (1938), «Ночные всадники» (1939), «Преступник из Вайоминга» (1939), «Пограничный горизонт» (1939) и «Три техасских бычка» (1939).
Шерман также снял 12 картин со другой звездой студии, Робертом Ливингстоном, среди них вестерны «Герои холмов» (1938), «Преступники Соноры» (1938), «Пурпурные вигиланты» (1938), «Ковбои из Техаса» (1939), «Ужасы Канзаса» (1939), «Рейнджеры Скалистых гор» (1940) и «Под небом Техаса» (1940).
Шерман также был режиссёром шести малобюджетных вестернов с участием Джина Отри, среди них «К Югу от границы» (1939), «В старом Монтеррее» (1939), «Закат в Колорадо» (1939), «Блуждающее перекати-поле» (1939), «Роза Мексикали» (1939) и «Под звёздами фиесты» (1941).
Ещё одним актёром, с которым Шерман снял множество картин, был Дон «Ред» Барри. Вместе они сделали 20 картин, среди них вестерны «Парень из Тулсы» (1940), «Ужасы Техаса» (1940), «Бандит пустыни» (1941), «Призрачный ковбой» (1941), «Шериф с двумя револьверами» (1941), «Преступники Долины смерти» (1941), «Дилижанс-экспресс» (1942), а также криминальная мелодрама «Парень из Вест-сайда» (1943).
Как отмечает кинокритик Мовис, «время от времени Шерман совершал набеги в экшн и хоррор, часто обеспечивая картинам стиль превыше содержания». К числу его саспенс-триллеров этого периода относятся картины «Убийство в блэкаут в Лондоне» (1942), «Крик в темноте» (1943), «Таинственная радиопередача» (1943), «Ловушка на человека» (1943), а также шпионский триллер «Шторм над Лиссабоном» (1944) и хоррор «Леди и монстр» (1944) с Верой Ралстон и Эриком фон Штрогеймом в главных ролях.
Начиная с 1940 года, Шерман был также ассоциированным продюсером многих своих фильмов.

## Карьера на студияхColumbiaиUniversalв 1945—1956 годы
К середине 1940-х годов Шерман поднялся до постановки среднебюджетных вестернов и других фильмов для таких студий, как Columbia Pictures и Universal Pictures. В период с 1945 по 1948 году она работал на студии Columbia, а с 1948 по 1956 год — на студии Universal, где делал фильмы с более достойным бюджетом.
В 1945—1946 годах Шерман поставил криминальные мелодрамы «Смелость Криминального доктора» (1945) с Уорнером Бакстером и «Секрет Свистуна» (1946) с Ричардом Диксои и Лесли Брукс, которые были эпизодами соответствующих киносериалов студии Columbia. В конце 1940-х годов у Шермана вышло также несколько удачных вестернов, среди них «Чёрный Барт» (1948) и «Речная леди» (1948), оба — с Ивонн Де Карло и Дэном Дьюриа, а также «Отчаянный» (1948) с Робертом Янгом.
С переходом на Universal Шерман, по мнению Брюса Эдера, поставил «один из своих самых интересных фильмов» «Меч в пустыне» (1949), «своего рода малобюджетный предшественник фильма „Исход“ (1960)» о еврейских беженцах, которые в 1947 году, несмотря на британский запрет, пытаются проникнуть из Европы в Палестину, «что было необычной тематикой для своего времени». По словам современного историка кино Фрэнка Миллера, это была первая голливудская картина о том, что происходило с евреями, большинство из которых были беженцами после концентрационных лагерей Второй мировой войны, которые искали свою новую родину, на территории, которая в тот момент находилась под управлением Великобритании. В картине в главных ролях сыграли такие популярные актёры, как Дэна Эндрюс, Марта Торен, Стивен Макнэлли и Джефф Чендлер. Натурные съёмки из-за организационных сложностей были сначала запланированы в Италии, а затем перенесены в Калифорнию. Картина получила преимущественно положительные отклики критики, хотя некоторые посчитали её однобокой. Так, Босли Краузер в «Нью-Йорк таймс» после выхода картины, в частности, написал, что «это в общем увлекательный триллер, но есть сомнения в том, что его общественная позиция конструктивна… Во всех главных столкновениям между британскими военными и евреями, которые в картине щедро и почти всеобъемлюще представлены, евреи выступают триумфаторами над униженными солдатами, первые выступают как герои, а вторые — как упрямые британские хамы… Без сомнения, сценарист Роберт Бакнер и режиссёр Шерман сделали фильм интригующим и увлекательным в мелодраматическом плане. Однако странное представление британцев как доброжелательно приветствующих старых приятелей, убийц, безжалостных полицейских и певцов на Рождественском празднике, и всё это в одном лице, запутывает суть конфликта и затуманивает политическую суть дела. Примечательно, что роль и место арабских народов почти полностью проигнорировано, а на существование фракций внутри еврейских сил даже нет намёка. Без сомнения, это очень пылкая вымышленная история борьбы в Палестине доставит большое эмоциональное удовлетворение многим искренним сторонникам, а также тронет сердца других людей своими страстными указаниями на высокие идеалы. Как первый голливудский фильм на эту злободневную тему, он открывает новое широкое поле. Но этот фильм также может вызвать негодование со стороны тех, кто настроен более объективно, и создать искажённое представление об этой трагической главе недавней истории».
В 1949—1951 годах Шерман поставил также неплохие вестерны «Красный каньон» (1949) с Энн Блит и Говардом Даффом и «Каламити Джейн и Сэм Басс» (1949) с Де Карло и Даффом, а также три весьма достойных фильма нуар — «Кража» (1948), «Спящий город» (1950) и «Бурный прилив» (1951).
В фильме «Кража» (1948) мошенник Рик Мэксон (Джон Пейн) обманным путём пытается заполучить сбережения богатой военной вдовы Деборы Оуэнс Кларк (Джоан Колфилд) якобы на сооружение военного мемориала. Однако Рик влюбляется в Дебору, в результате чего у него возникают проблемы как с влюблённой в него подружкой Тори (Шелли Уинтерс), так и с его криминальным боссом Рэндаллом (Дэн Дьюриа). Как отметил кинообозреватель «Нью-Йорк Таймс» Томас Прайор, этот фильм «по максимуму отрабатывает тему мошенничества на доверии». По словам критика, «эта мелодрама довольно неожиданно произвела сильное впечатление», хотя «сюжет у неё старый и знакомый и, кроме того, заметно лишён логики», и потому «трудно объяснить чувство удовлетворения от этой очевидно надуманной демонстрации вяло текущего насилия». Как отметил Прайор, «напряжение в этой картине генерируется прежде всего отношениями между мошенниками, которые намеренно подставляют и обманывают друг друга… Нарастающая подозрительность и враждебность между ними хорошо поддерживаются, и в этом, вероятно, кроется секрет движущей силы фильма». По мнению современного критика Майкла Кини, «у этого фильма категории В много плюсов — быстрый сюжет, остроумные обмены репликами и хорошая игра Пейна и Дьюрии в ролях мошенников, которые сталкиваются друг с другом из-за восхитительной Уинтерс».
Фильм «Спящий город» (1950) выполнен в полудокументальном стиле и полностью снят на натуре в помещениях и в ближайших окрестностях самой известной нью-йоркской больницы Бельвью, рассказывая о банде наркоторговцев, действующих внутри этого уважаемого учреждения. После выхода фильма кинокритик Босли Кроутер написал в «Нью-Йорк таймс»: «Знаменитая больница Бельвью в Нью-Йорке стала местом действия этой откровенно надуманной детективной драмы об интернах и похищении наркотиков… Но помимо этого живописного актива, который задействован главным образом для создания атмосферы, „Спящий город“ мало чем отличается от любого другого триллера… В начальных сценах … есть хороший, прочный, документальный колорит, который обещает реалистический взгляд на вещи. Однако оставшаяся часть фильма представляет собой хитроумную, но совершенно обычную криминальную историю с участием бдительного детектива, обеспокоенных интернов, вора и романтических отношений… Несмотря на всю актёрскую игру и режиссуру Джорджа Шермана в стиле вязкого триллера, „Спящий город“ — это просто детектив с погоней, местом действия которого стала больница. Это не утончённая нью-йоркская драма о медицинской практике и человеческой жизни, которой она вполне могла бы стать». С другой стороны, кинокритик Брюс Эдер заключил, что это «один из лучших и самых тревожных фильмов студии Universal, который попытался имитировать некоторые документальные приёмы „Обнажённого города“… (Хотя этот фильм) и не стал столь же стилистически впечатляющим, тем не менее, он имел собственные привлекательные моменты — съёмки на натуре сделаны более изысканно и более эмоционально в визуальном плане, а музыка Фрэнка Скиннера … помогла поддерживать напряжённость, которую задал сценарий».
Наконец, «Бурный прилив» (1951) рассказывает о гангстере из Сан-Франциско Бруно Фэлкине (Ричард Конте), который после убийства своего конкурента вынужден укрыться на небольшой рыболовецкой шхуне, которая принадлежит старому моряку Хэмилу Линдеру (Чарльз Бикфорд). После выхода в море у Бруно с Хэмилом складываются тёплые, почти родственные отношения, и он получает всё большее удовольствие от сурового морского труда. Сын Хэмила Карл (Алекс Никол) поначалу не хочет быть рыбаком, и его больше привлекает преступная романтика Бруно, однако постепенно под влиянием любви к девушке Бруно (Шелли Уинтерс) он меняется и в итоге решает продолжить дело отца. Современный киновед Майкл Кини лишь отметил, что этот, «немного сентиментальный фильм и его неожиданный финал оказывают умеренное воздействие на зрителя».
Вышедшая год спустя мелодрама «Стальной город» (1952) была по сути производственной картиной, рассказывающей о труде и буднях людей, занятых на различных должностях на металлургическом заводе в Калифорнии. После выхода картины на экраны кинообозреватель Говард Томпсон из «Нью-Йорк таймс» прямо отметил, что «там особенно не о чем писать… Это полностью стандартный фильм, единственным достоинством которого является великолепный фон». Как пишет критик, «студия вторглась на калифорнийский завод, сделав несколько потрясающих эпизодов сталелитейщиков в действии. Эта живописная новизна смотрится как хороший документальный фильм», практически «заслоняя банальную романтическую историю с участием Энн Шеридан, Говарда Даффа и Джона Лунда», в которой по словам Томпсона, «практически всё предсказуемо через 10 минут после начала».
По мнению Эдера, одним из лучших фильмов Шермана стал триллер «Цель неизвестна» (1951), который давал свежий поворот истории о лётчиках союзников, сбитых над вражеской территорией — доставленные в специальное немецкое соединение, они ненамеренно раскрывают врагу важные подробности предстоящего воздушного налета их подразделения. Поняв, что они сделали, трое мужчин жертвуют собой, чтобы увести из-под удара своих товарищей и провести воздушную атаку в другом месте.
Верный себе, Шерман выдал на Universal серию крепких вестернов, среди которых «Томагавк» (1951) с Вэном Хефлином и Де Карло, «Против всех врагов» (1952) с Эрролом Флинном и Морин О’Харой, «Битва на Перевале апачей» (1952) с Джоном Лундом и Джеффом Чандлером, «Одинокий работник» (1953) с Джоэлом Маккри и Барбарой Хейл, «Рассвет в Сокорро» (1954) с Рори Кэлхуном, «Вождь Бешеный конь» (1955) с Виктором Мэтьюром, «Досчитай до трёх и молись» (1955) с Вэном Хефлином и Джоан Вудворд, «Расправа!» (1956) и «Твёрдый мужчина» (1957) с Гаем Мэдисоном.

## Карьера в качестве фрилансера
После того, как с наступлением телевидения студии стали отказываться от фильмов категории В, Шерман стал работать как фрилансер, вплоть до середины 1960-х годов сотрудничая со студиями Columbia, 20th Century Fox, United Artists и Warner Bros.
Его лучшей картиной в этот период стал вестерн «Охотник за скальпом» (1960) с Оди Мёрфи в главной роли на студии Universal. В этот период он также поставил два своих единственных фильма категории А (оба — с Джоном Уэйном) — «Команчерос» (1961) (где Шерман был также продюсером) и «Большой Джейк» (1971), который заканчивал Уэйн после того, как Шерман заболел. По мнению Эдера «последний фильм Шермана, длинный и жестокий экшн-вестерн „Большой Джейк“ (1971) стал безусловно самым крупнобюджетным и самым зрелищным фильмом в карьере режиссёра».

## Карьера на телевидении
Начиная с 1956 года, когда он поставил эпизод телепрограммы «Театр кинорежиссёров» (1956), Шерман стал работать на телевидении. За свою телевизионную карьеру, завершившуюся в 1978 году, он успел поработать над 124 эпизодами 19 различных сериалов. В частности, он был режиссёром сериалов «Охота на человека» (1959, 1 эпизод), «Сыромятная плеть» (1959, 2 эпизода), «Обнажённый город» (1959—1963, 6 эпизодов), «Дэниел Бун» (1965—1966, 12 эпизодов), «Первый мобильный» (1975—1976, 4 эпизода) и «Сэм» (1978, 1 эпизод). Он также был продюсером 66 эпизодов сериала «Дэниел Бун» (1966—1967) и 26 эпизодов сериала «Добрый Бен» (1967—1968).

## Личная жизнь
Джордж Шерман был женат на актрисе Клео Ронсон Шерман, у его было четыре дочери.

## Смерть
Джордж Шерман умер 15 марта 1991 года в Медицинском центре Cedars Sinai в округе Лос-Анджелес, Калифорния, США, в возрасте 82 лет от сердечной и почечной недостаточности.

## Фильмография
| Год       | Название                         | Оригинальное название              | Фильм / телесериал     | В каком качестве участвовал                                       |
| --------- | -------------------------------- | ---------------------------------- | ---------------------- | ----------------------------------------------------------------- |
| 1932      | Лев и дом                        | The Lion and the House             | короткометражка        | ассистент режиссёра                                               |
| 1932      | Загипнотизированный              | Hypnotized                         | фильм                  | ассистент режиссёра, в титрах не указан                           |
| 1933      | Невеста борца                    | A Wrestler’s Bride                 | короткометражка        | ассистент режиссёра                                               |
| 1933      | Слесарь и леди                   | The Plumber and the Lady           | короткометражка        | ассистент режиссёра                                               |
| 1933      | Дядя Джейк                       | Uncle Jake                         | короткометражка        | ассистент режиссёра (в титрах не указан)                          |
| 1933      | Увидимся вечером                 | See You Tonight                    | короткометражка        | ассистент режиссёра (в титрах не указан)                          |
| 1933      | Воссоединение с мужем            | Husbands' Reunion                  | короткометражка        | ассистент режиссёра (в титрах не указан)                          |
| 1933      | Большой Фиббер                   | The Big Fibber                     | короткометражка        | ассистент режиссёра (в титрах не указан)                          |
| 1935      | След мелодии                     | Melody Trail                       | фильм                  | ассистент режиссёра (в титрах не указан)                          |
| 1935      | Конец радуги                     | Rainbow’s End                      | фильм                  | ассистент режиссёра (в титрах не указан)                          |
| 1935      | Медовый месяц                    | Honeymoon Limited                  | фильм                  | второй ассистент режиссёра (в титрах не указан)                   |
| 1935      | Хребет на закате                 | Sunset Range                       | фильм                  | ассистент режиссёра                                               |
| 1936      | Дэниел Бун                       | Daniel Boone                       | фильм                  | ассистент режиссёра                                               |
| 1936      | Приграничный патруль             | The Border Patrolman               | фильм                  | ассистент режиссёра                                               |
| 1936      | Шахта с железной дверью          | The Mine with the Iron Door        | фильм                  | ассистент режиссёра                                               |
| 1937      | Манхэттенская карусель           | Manhattan Merry-Go-Round           | фильм                  | ассистент режиссёра                                               |
| 1937      | Западное золото                  | Western Gold                       | фильм                  | ассистент режиссёра                                               |
| 1937      | Парусник                         | Windjammer                         | фильм                  | ассистент режиссёра                                               |
| 1937      | Хит-парад                        | The Hit Parade                     | фильм                  | ассистент режиссёра                                               |
| 1937      | Парк-авеню                       | Park Avenue Logger                 | фильм                  | ассистент режиссёра                                               |
| 1937      | Тайная долина                    | Secret Valley                      | фильм                  | ассистент режиссёра                                               |
| 1937      | Голливудский ковбой              | Hollywood Cowboy                   | фильм                  | ассистент режиссёра, режиссёр (в титрах не указан)                |
| 1937      | Родео диких лошадей              | Wild Horse Rodeo                   | фильм                  | режиссёр                                                          |
| 1938      | Герои холмов                     | Heroes of the Hills                | фильм                  | режиссёр                                                          |
| 1938      | Преступники Соноры               | Outlaws of Sonora                  | фильм                  | режиссёр                                                          |
| 1938      | Грабители дилижансов             | Overland Stage Raiders             | фильм                  | режиссёр                                                          |
| 1938      | В одном седле                    | Pals of the Saddle                 | фильм                  | режиссёр                                                          |
| 1938      | Пурпурные мстители               | The Purple Vigilantes              | фильм                  | режиссёр                                                          |
| 1938      | Хребет Красной реки              | Red River Range                    | фильм                  | режиссёр                                                          |
| 1938      | Ритм седла                       | Rhythm of the Saddle               | фильм                  | режиссёр                                                          |
| 1938      | Всадники Чёрных холмов           | Riders of the Black Hills          | фильм                  | режиссёр                                                          |
| 1938      | Бегство из Санта-Фе              | Santa Fe Stampede                  | фильм                  | режиссёр                                                          |
| 1939      | Закат в Колорадо                 | Colorado Sunset                    | фильм                  | режиссёр                                                          |
| 1939      | Ковбои из Техаса                 | Cowboys from Texas                 | фильм                  | режиссёр                                                          |
| 1939      | Террор в Канзасе                 | The Kansas Terrors                 | фильм                  | режиссёр                                                          |
| 1939      | Роза Мексикали                   | Mexicali Rose                      | фильм                  | режиссёр                                                          |
| 1939      | Пограничный горизонт             | New Frontier                       | фильм                  | режиссёр                                                          |
| 1939      | Ночные всадники                  | The Night Riders                   | фильм                  | режиссёр                                                          |
| 1939      | Блуждающее перекати-поле         | Rovin' Tumbleweeds                 | фильм                  | режиссёр                                                          |
| 1939      | К Югу от границы                 | South of the Border                | фильм                  | режиссёр                                                          |
| 1939      | Три техасских наездника          | Three Texas Steers                 | фильм                  | режиссёр                                                          |
| 1939      | Бандит из Вайоминга              | Wyoming Outlaw                     | фильм                  | режиссёр                                                          |
| 1939      | В старом Монтерее                | In Old Monterey                    | фильм                  | автор истории                                                     |
| 1940      | Пограничная месть                | Frontier Vengeance                 | фильм                  | режиссёр (в титрах не указан), ассоциированный продюсер           |
| 1940      | Дни закрытой повозки             | Covered Wagon Days                 | фильм                  | режиссёр                                                          |
| 1940      | Налётчики из Долины призраков    | Ghost Valley Raiders               | фильм                  | режиссёр, ассоциированный продюсер                                |
| 1940      | Налётчики Одинокой зведы         | Lone Star Raiders                  | фильм                  | режиссёр                                                          |
| 1940      | Закон одного человека            | One Man’s Law                      | фильм                  | режиссёр, ассоциированный продюсер                                |
| 1940      | Рейнджеры Скалистых гор          | Rocky Mountain Rangers             | фильм                  | режиссёр                                                          |
| 1940      | Террор в Техасе                  | Texas Terrors                      | фильм                  | режиссёр, ассоциированный продюсер                                |
| 1940      | Первопроходцы                    | The Trail Blazers                  | фильм                  | режиссёр                                                          |
| 1940      | Парень из Тулсы                  | The Tulsa Kid                      | фильм                  | режиссёр, ассоциированный продюсер                                |
| 1940      | Под техасским небом              | Under Texas Skies                  | фильм                  | режиссёр                                                          |
| 1941      | Парень из апачей                 | The Apache Kid                     | фильм                  | режиссёр, ассоциированный продюсер                                |
| 1941      | Преступники Долины смерти        | Death Valley Outlaws               | фильм                  | режиссёр, ассоциированный продюсер                                |
| 1941      | Пустынный бандит                 | Desert Bandit                      | фильм                  | режиссёр, ассоциированный продюсер                                |
| 1941      | Циклон в Канзасе                 | Kansas Cyclone                     | фильм                  | режиссёр, ассоциированный продюсер                                |
| 1941      | Цитадель преступности            | Citadel of Crime                   | фильм                  | режиссёр, ассоциированный продюсер                                |
| 1941      | Призрачный ковбой                | The Phantom Cowboy                 | фильм                  | режиссёр, ассоциированный продюсер                                |
| 1941      | Шериф с двумя револьверами       | Two Gun Sheriff                    | фильм                  | режиссёр, ассоциированный продюсер                                |
| 1941      | Под звёздами Фиесты              | Under Fiesta Stars                 | фильм                  | режиссёр (в титрах не указан)                                     |
| 1941      | Дикая кошка Вайоминга            | Wyoming Wildcat                    | фильм                  | режиссёр, ассоциированный продюсер                                |
| 1941      | Преступник из Миссури            | A Missouri Outlaw                  | фильм                  | режиссёр, ассоциированный продюсер                                |
| 1942      | Ужасы Аризоны                    | Arizona Terrors                    | фильм                  | режиссёр, ассоциированный продюсер                                |
| 1942      | Дитя циклона                     | The Cyclone Kid                    | фильм                  | режиссёр, ассоциированный продюсер                                |
| 1942      | Джесси Джеймс-младший            | Jesse James, Jr.                   | фильм                  | режиссёр, ассоциированный продюсер                                |
| 1942      | Парень в сомбреро                | The Sombrero Kid                   | фильм                  | режиссёр, ассоциированный продюсер                                |
| 1942      | Дилижанс-экспресс                | Stagecoach Express                 | фильм                  | режиссёр, ассоциированный продюсер                                |
| 1942      | Х отмечает точку                 | X Marks the Spot                   | фильм                  | режиссёр, ассоциированный продюсер                                |
| 1942      | Летающие тигры                   | Flying Tigers                      | фильм                  | режиссёр второго состава (в титрах не указан)                     |
| 1943      | Убийства в лондонский блэкаут    | London Blackout Murders            | фильм                  | режиссёр, ассоциированный продюсер                                |
| 1943      | Не те лица                       | False Faces                        | фильм                  | режиссёр, ассоциированный продюсер                                |
| 1943      | Тайная трансляция                | Mystery Broadcast                  | фильм                  | режиссёр, ассоциированный продюсер                                |
| 1943      | Пурпурная V                      | The Purple V                       | фильм                  | режиссёр, ассоциированный продюсер                                |
| 1943      | Дитя Вест-сайда                  | The West Side Kid                  | фильм                  | режиссёр, ассоциированный продюсер                                |
| 1943      | Крик в темноте                   | A Scream in the Dark               | фильм                  | режиссёр, ассоциированный продюсер                                |
| 1943      | Капкан на человека               | Mantrap                            | фильм                  | режиссёр, ассоциированный продюсер                                |
| 1944      | Леди и монстр                    | The Lady and the Monster           | фильм                  | режиссёр, ассоциированный продюсер                                |
| 1944      | Гроза над Лиссабоном             | Storm Over Lisbon                  | фильм                  | режиссёр, ассоциированный продюсер                                |
| 1945      | Смелость Криминального доктора   | The Crime Doctor’s Courage         | фильм                  | режиссёр                                                          |
| 1945      | Разбойник и Королева             | The Bandit of Sherwood Forest      | фильм                  | режиссёр                                                          |
| 1946      | Джентльмен ведёт себя недостойно | The Gentleman Misbehaves           | фильм                  | режиссёр                                                          |
| 1946      | Мальчик с характером             | Personality Kid                    | фильм                  | режиссёр                                                          |
| 1946      | Ренегаты                         | Renegades                          | фильм                  | режиссёр                                                          |
| 1946      | Секрет Свистуна                  | Secret of the Whistler             | фильм                  | режиссёр                                                          |
| 1946      | Разговор о леди                  | Talk About a Lady                  | фильм                  | режиссёр                                                          |
| 1947      | Последний из красных             | Last of the Redmen                 | фильм                  | режиссёр                                                          |
| 1948      | Кража                            | Larceny                            | фильм                  | режиссёр                                                          |
| 1948      | Черный Барт                      | Black Bart                         | фильм                  | режиссёр                                                          |
| 1948      | Вражда, ссоры и драки            | Feudin', Fussin' and A-Fightin'    | фильм                  | режиссёр                                                          |
| 1948      | Неустанный                       | Relentless                         | фильм                  | режиссёр                                                          |
| 1948      | Речная леди                      | River Lady                         | фильм                  | режиссёр                                                          |
| 1949      | Каламити Джейн и Сэм Басс        | Calamity Jane and Sam Bass         | фильм                  | режиссёр, автор истории                                           |
| 1949      | Красный каньон                   | Red Canyon                         | фильм                  | режиссёр                                                          |
| 1949      | Меч в пустыне                    | Sword in the Desert                | фильм                  | режиссёр                                                          |
| 1949      | Да, сэр, это моё дитя            | Yes Sir, That’s My Baby            | фильм                  | режиссёр                                                          |
| 1950      | Территория команчей              | Comanche Territory                 | фильм                  | режиссёр                                                          |
| 1950      | Спящий город                     | The Sleeping City                  | фильм                  | режиссёр                                                          |
| 1950      | Охота на шпиона                  | Spy Hunt                           | фильм                  | режиссёр                                                          |
| 1951      | Золотая орда                     | The Golden Horde                   | фильм                  | режиссёр                                                          |
| 1951      | Бурный прилив                    | The Raging Tide                    | фильм                  | режиссёр                                                          |
| 1951      | Цель неизвестна                  | Target Unknown                     | фильм                  | режиссёр                                                          |
| 1951      | Томагавк                         | Tomahawk                           | фильм                  | режиссёр                                                          |
| 1952      | Против всех врагов               | Against All Flags                  | фильм                  | режиссёр                                                          |
| 1952      | Там на фронте                    | Back at the Front                  | фильм                  | режиссёр                                                          |
| 1952      | Битва на Перевале апачей         | The Battle at Apache Pass          | фильм                  | режиссёр                                                          |
| 1952      | Стальной город                   | Steel Town                         | фильм                  | режиссёр                                                          |
| 1953      | Одинокий работник                | The Lone Hand                      | фильм                  | режиссёр                                                          |
| 1953      | Покрова Багдада                  | The Veils of Bagdad                | фильм                  | режиссёр                                                          |
| 1953      | Отряд Стрела                     | War Arrow                          | фильм                  | режиссёр                                                          |
| 1954      | Приграничная река                | Border River                       | фильм                  | режиссёр                                                          |
| 1954      | Рассвет в Сокорро                | Dawn at Socorro                    | фильм                  | режиссёр                                                          |
| 1954      | Джонни Дарк                      | Johnny Dark                        | фильм                  | режиссёр                                                          |
| 1955      | Вождь Бешеный Конь               | Chief Crazy Horse                  | фильм                  | режиссёр                                                          |
| 1955      | Досчитай до трёх и молись        | Count Three and Pray               | фильм                  | режиссёр                                                          |
| 1955      | Золото Панчо Вильи               | The Treasure of Pancho Villa       | фильм                  | режиссёр                                                          |
| 1956      | Команчи                          | Comanche                           | фильм                  | режиссёр                                                          |
| 1956      | Расправа!                        | Reprisal!                          | фильм                  | режиссёр                                                          |
| 1956      | Театр кинорежиссёров             | Screen Directors Playhouse         | телесериал, 1 эпизод   | режиссёр                                                          |
| 1957 -    | Твёрдый мужчина                  | The Hard Man                       | фильм                  | режиссёр                                                          |
| 1958      | Герой револьвера                 | The Last of the Fast Guns          | фильм                  | режиссёр                                                          |
| 1958      | Десять дней в Туларе             | Ten Days to Tulara                 | фильм                  | режиссёр, продюсер                                                |
| 1958      | Сын Робина Гуда                  | Son of Robin Hood                  | фильм                  | режиссёр, продюсер                                                |
| 1959      | Летающие фонтаны                 | The Flying Fontaines               | фильм                  | режиссёр                                                          |
| 1959      | Диснейленд                       | Disneyland                         | телесериал, 1 эпизод   | режиссёр                                                          |
| 1959      | Охота на человека                | Manhunt                            | телесериал, 1 эпизод   | режиссёр                                                          |
| 1959      | Театр «Goodyear»                 | Goodyear Theatre                   | телесериал, 1 эпизод   | режиссёр                                                          |
| 1959      | Театр «Алкоа»                    | Alcoa Theatre                      | телесериал, 1 эпизод   | режиссёр                                                          |
| 1959      | Сыромятная плеть                 | Rawhide                            | телесериал, 2 эпизода  | режиссёр                                                          |
| 1959-1963 | Обнажённый город                 | Naked City                         | телесериал, 6 эпизодов | режиссёр                                                          |
| 1960      | Вражеский генерал                | The Enemy General                  | фильм                  | режиссёр                                                          |
| 1960      | Ради любви к Майку               | For the Love of Mike               | фильм                  | режиссёр, продюсер                                                |
| 1960      | Охотник за скальпом              | Hell Bent for Leather              | фильм                  | режиссёр                                                          |
| 1960      | Багдадский чародей               | The Wizard of Baghdad              | фильм                  | режиссёр                                                          |
| 1961      | Самое свирепое сердце            | The Fiercest Heart                 | фильм                  | режиссёр, продюсер                                                |
| 1961      | Команчерос                       | Comancheros                        | фильм                  | продюсер                                                          |
| 1962      | АПО 923                          | A.P.O. 923                         | телефильм              | режиссёр                                                          |
| 1962-1963 | Шоссе 66                         | Route 66                           | телесериал, 3 эпизода  | режиссёр                                                          |
| 1963      | Голодные раны                    | Wounds of Hunger                   | фильм                  | режиссёр                                                          |
| 1964      | Найдите мне эту девчонку         | Búsqueme a esa chica               | фильм                  | режиссёр                                                          |
| 1964      | Новая Золушка                    | La nueva Cenicienta                | фильм                  | режиссёр                                                          |
| 1964      | Тревожная кнопка                 | Panic Button                       | фильм                  | режиссёр                                                          |
| 1964      | Мистер Бродвей                   | Mr. Broadway                       | телесериал, 1 эпизод   | режиссёр                                                          |
| 1965      | Хоакин Мурьета                   | Joaquín Murrieta                   | фильм                  | режиссёр                                                          |
| 1965-1967 | Дэниэл Бун                       | Daniel Boone                       | телесериал             | режиссёр (12 эпизодов), продюсер (66 эпизодов)                    |
| 1966      | Дымка                            | Smoky                              | фильм                  | режиссёр                                                          |
| 1966      | Дэниел Бун: приграничный всадник | Daniel Boone: Frontier Trail Rider | фильм                  | режиссёр                                                          |
| 1961      | Самое свирепое сердце            | The Fiercest Heart                 | фильм                  | режиссёр, продюсер                                                |
| 1967-1968 | Добрый Бен                       | Gentle Ben                         | телесериал             | режиссёр (1 эпизод), продюсер (26 эпизодов), сценарист (1 эпизод) |
| 1969      | Эй, вы там                       | Hello Down There                   | фильм                  | продюсер                                                          |
| 1970      | Летнее шоу братьев Смотерс       | The Smothers Brothers Summer Show  | телесериал, 1 эпизод   | сценарист                                                         |
| 1971      | Большой Джейк                    | Big Jake                           | фильм                  | режиссёр                                                          |
| 1975      | Семья Холвак                     | The Family Holvak                  | телесериал, 2 эпизода  | режиссёр                                                          |
| 1975-1976 | Мобильный первый                 | Mobile One                         | телесериал, 4 эпизода  | режиссёр                                                          |
| 1977      | Нэшвилл 99                       | Nashville 99                       | телесериал, 1 эпизод   | режиссёр                                                          |
| 1978      | Маленькая Мо                     | Little Mo                          | телефильм              | продюсер                                                          |
| 1978      | Сэм                              | Sam                                | телесериал, 1 эпизод   | режиссёр                                                          |